# Caligatus angasii
Caligatus angasii is een vlinder uit de familie Euteliidae. De wetenschappelijke naam van deze soort is voor het eerst geldig gepubliceerd in 1850 door Wing.
De soort komt voor in tropisch Afrika.